# Caspar Veldkamp
Caspar CJ Veldkamp (Etten-Leur, 23 de abril de 1964) es un político y ex diplomático holandés. Es miembro del Nuevo Contrato Social (NSC), se desempeña como miembro de la Cámara de Representantes desde 2023.

## Biografía
Empezó a trabajar como responsable de políticas en el Ministerio de Asuntos Exteriores en 1993. Posteriormente ocupó cargos en Varsovia, Washington D. C., Bruselas y Londres, y se desempeñó como Embajador de los Países Bajos en Israel (2011-2015) y Grecia (2015-2019). En este último cargo, cooperó con el ministro de Finanzas y presidente del Eurogrupo, Jeroen Dijsselbloem, en la crisis de la deuda pública griega  Su último cargo diplomático fue el de Director del Banco Europeo de Reconstrucción y Desarrollo.
Fue miembro durante mucho tiempo del Llamamiento Demócrata Cristiano (CDA) antes de unirse al Nuevo Contrato Social (NSC) para participar en las elecciones generales de 2023. Durante la campaña, se hizo crítico con la "transferencia de poderes" hacia la Unión Europea (UE). Presentó al partido recién fundado al que se unió como un "partido optimista para los ciudadanos insatisfechos". Fue elegido miembro de la Cámara de Representantes, donde su atención como parlamentario se centró en los asuntos exteriores y la migración.
Fue nombrado en junio de 2024 para ocupar el cargo de Ministro de Relaciones Exteriores en el nuevo gabinete Schoof.